# Ägglav
Ägglav (Candelariella vitellina) är en lavart som först beskrevs av Franz Georg Hoffmann, och fick sitt nu gällande namn av Johannes Müller Argoviensis. Ägglav ingår i släktet Candelariella och familjen Candelariaceae. Arten är reproducerande i Sverige. Inga underarter finns listade i Catalogue of Life.
I Sverige finns 13 olika arter ägglavar men flera av dem är små och sällsynta. Den vanligaste arten är ägglav, C. vitellina och den växer över hela landet både på sten och trädbark och på ved. Kuddägglaven C. coralliza har en bål som består av små korall-lika kuddar som breder ut sig i en sammanhängande krusta över substratet. Kuddägglav växer på sten, ofta fågeltoppar, i hela landet framför allt längs klippstränder och i betesmarker. Den allra minsta art i Sverige är parasitägglav C. superdistans. Fruktkropparna hos denna art är bara 0.2-0.8 mm stora och växer på fruktkropparna av aspkantlav, Lecanora populicola. Parasitägglav växer i södra halvan av Sverige men är på grund av sin ringa storlek en verklig utmaning för botanisten att leta rätt på.
Alléägglav C. reflexa växer på alm i öppna näringsrika miljöer t.ex. i alléer, på kyrkogårdar och i parker. Arten är rödlistad i kategorin Sårbar och hotas bl.a. av avverkning av gamla träd, almsjuka och asfaltering av grusvägar vilket ger minskad näringstillförsel till t.ex. alléträd.Alléägglav har ett karakteristiskt utseende och består av små millimeterstora grönaktigt gula fjäll. I mitten av dessa bildas grovkorniga soredier medan fruktkroppar däremot är mycket ovanliga hos arten.Alléägglaven hittas sällsynt i sydvästra Sverige, merparten av växtplatserna ligger i Skåne och Halland men enstaka lokaler finns så långt norrut som norra Värmland.

## Bildgalleri

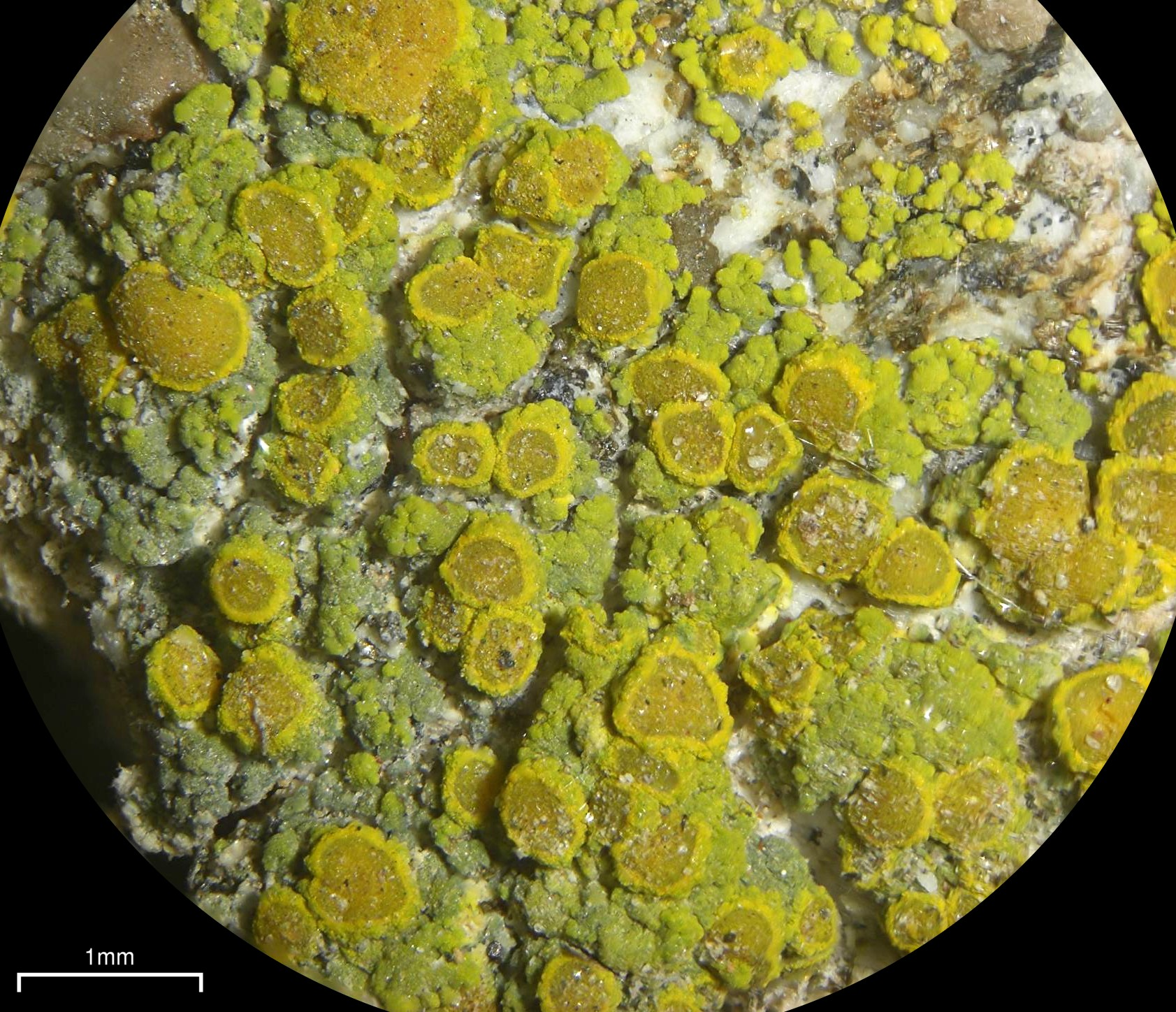